# اريك غاغنهايم
اريك غاغنهايم (بالإنجليزية: Eric Guggenheim)‏ هو كاتب سيناريو أمريكي، ولد في 22 أكتوبر 1973 في لونغ آيلند في الولايات المتحدة.

## وصلات خارجية
- اريك غاغنهايم على موقع IMDb (الإنجليزية)
- اريك غاغنهايم على موقع ألو سيني (الفرنسية)
- اريك غاغنهايم على موقع أول موفي (الإنجليزية)
- اريك غاغنهايم على موقع قاعدة بيانات الأفلام السويدية (السويدية)
- اريك غاغنهايم على موقع قاعدة بيانات الفيلم (الإنجليزية)
- اريك غاغنهايم على موقع كينوبويسك (الروسية)